# Gaetano Alimonda
Gaetano Alimonda (Genua, 23 oktober 1818 - Albaro, 30 mei 1891) was een Italiaans geestelijke en kardinaal van de Rooms-Katholieke Kerk.
Alimonda studeerde aan de Universiteit van Genua, waar hij een doctoraat behaalde in de theologie. Hij werd op 10 juni 1843 priester gewijd. Hij was vervolgens gedurende vele jaren verbonden aan het aartsdiocesaan seminarie van Genua. Ook was hij rector van dat seminarie.
Paus Leo XIII benoemde hem op 21 september 1877 tot bisschop van Albenga. Twee jaar later werd hij kardinaal gecreëerd. De Santa Maria in Transpontina werd zijn titelkerk. Hij werd in 1883 bevorderd tot aartsbisschop van Turijn. Hij overleed in 1891. Zijn lichaam werd bijgezet in de kapel van de aartsbisschoppen in Turijn.
In Genua werd een plein en in Turijn een straat naar hem genoemd. Op het Piazza Gaetano Alomonda in Genua werd op 21 juli 2001 de antiglobalist Carlo Giuliani doodgeschoten door de Italiaanse politie tijdens een demonstratie tegen de bijeenkomst van de G8 die dat jaar in Genua plaatsvond. Het plein werd hierop door de Italiaanse antiglobalisten omgedoopt in Piazza Carlo Giuliani.
- Biblioteca Nacional de España: XX4985504
- Bibliothèque nationale de France: cb10638457t (data)
- Gemeinsame Normdatei: 171948173
- International Standard Name Identifier: 0000 0001 1188 3695
- Library of Congress Control Number: no2014153500
- Nederlandse Thesaurus van Auteursnamen: 079106846
- Réseau des bibliothèques de Suisse occidentale: 02-A012587243
- Istituto Centrale per il Catalogo Unico: SBLV222794
- Système universitaire de documentation: 250635860
- Virtual International Authority File: 68919910
- WorldCat: E39PBJyhj9CXf4Bcgbr36WqPcP